# Pseudorlaya
Pseudorlaya (fals Orlaya) és un gènere de plantes apiàcies. Conté 5 espècies.

## Taxonomia
El gènere va ser descrit per (Murb.) Murb. i publicat a Acta Universitatis Lundensis 33(12): 86. 1897.
- Pseudorlaya biseriata (Murb.) Sáenz de Rivas
- Pseudorlaya maritima Murb.
- Pseudorlaya minuscula (Pau ex Font Quer) M.Laínz
- Pseudorlaya pumila (L.) Grande
- Pseudorlaya pycnacantha H.Lindb.